# Jens Blauert
Jens Blauert (* 20. Juni 1938 in Hamburg) ist emeritierter Professor für Elektrotechnik an der Ruhr-Universität Bochum. Von ihm stammen grundlegende Beiträge zur Psychoakustik, unter anderem über richtungsbestimmende Bänder.

## Leben
Blauert studierte Nachrichtentechnik an der RWTH Aachen und wurde dort 1969 zum Doktoringenieur promoviert mit der Dissertation 
„Untersuchungen zum Richtungshören in der Medianebene bei fixiertem Kopf“. 1973 habilitierte er sich an der Technischen Universität Berlin. 1974 folgte er dem Ruf auf den Lehrstuhl für Allgemeine und Theoretische Elektrotechnik I (danach umbenannt in Allgemeine Elektrotechnik und Elektroakustik) an der Ruhr-Universität Bochum. Dort gründete er das Institut für Kommunikationsakustik (IKA), das er 29 Jahre lang leitete. 2003 wurde er emeritiert. Ab 2005 lehrte er als Gastprofessor am Rensselaer Polytechnic Institute in Troy, New York.
Zu den Schwerpunkten seiner Forschungen gehören unter anderem räumliches Hören und binaurale Technologie.
Neben seiner wissenschaftlichen Arbeit war Blauert auch jahrzehntelang als professioneller Akustikberater in Nordrhein-Westfalen tätig.

## Ehrungen und Preise
- 1994: IEEE Fellow[3]
- 1995: Dr. Tech. h.c. der Universität Aalborg[2]
- 2001: Helmholtz-Medaille der DEGA[4]
- 2004: Ehrenmitgliedschaft der DGA[5]
- 2014:  Ehrenmedaille des VDT[6]
- 2019: Ehrenmitgliedschaft der DEGA[7]

## Schriften
- Räumliches Hören. S. Hirzel-Verlag, Stuttgart 1974, ISBN 3-7776-0250-7
  - 1. Nachschrift. Neue Ergebnisse und Trends seit 1972. 1985, ISBN 3-7776-0410-0
  - 2. Nachschrift. Neue Ergebnisse und Trends seit 1982. 1997, ISBN 3-7776-0738-X
  - Komplettausgabe, 2013, ISBN 978-3-7776-2287-3
- Spatial Hearing. The Psychophysics of Human Sound Localization. The MIT Press, USA-Cambridge MA
  - 1. Auflage, 1983, ISBN 0-262-02190-0
  - Revised Edition, 1996, ISBN 0-262-02413-6
- (Hrsg.): Communication Acoustics. Springer, Berlin/Heidelberg/New York 2005, ISBN 3-540-22162-X